# Elecciones federales de 2015 en Chihuahua
Las elecciones federales de 2015 en Chihuahua se llevaron a cabo el domingo 7 de junio de 2015, y en ellas se renovaron los siguientes cargos de elección popular:
- 12 diputados federales. Miembros de la cámara baja del Congreso de la Unión. Nueve elegidos por mayoría simple y cuatro mediante el principio de representación proporcional a partir de la lista regional por partido correspondiente a la primera circunscripción electoral. Todos ellos electos para un periodo de tres años a partir del 1 de septiembre de 2015 con la posibilidad de reelección por hasta tres periodos adicionales.

## Resultados electorales

### Diputados federales por Chihuahua

#### Diputados electos
| Candidato                     | Partido | Distrito   | Tipo de elección            |
| ----------------------------- | ------- | ---------- | --------------------------- |
| Fernando Uriarte Zazueta      |         | Distrito 1 | Mayoría relativa            |
| Georgina Zapata Lucero        |         | Distrito 2 | Mayoría relativa            |
| María Ávila Serna             |         | Distrito 3 | Mayoría relativa            |
| Adriana Terrazas Porras       |         | Distrito 4 | Mayoría relativa            |
| Juan Antonio Meléndez Ortega  |         | Distrito 5 | Mayoría relativa            |
| Juan Blanco Zaldívar          |         | Distrito 6 | Mayoría relativa            |
| Alex Le Baron González        |         | Distrito 7 | Mayoría relativa            |
| Alejandro Domínguez Domínguez |         | Distrito 8 | Mayoría relativa            |
| Carlos Hermosillo Arteaga     |         | Distrito 9 | Mayoría relativa            |
| Gustavo Madero Muñoz          |         | N/A        | Representación proporcional |
| Cristina Jiménez Márquez      |         | N/A        | Representación proporcional |
| Hortensia Aragón Castillo     |         | N/A        | Representación proporcional |

#### Resultados
|  | 25.06 % |

|  | 35.24 % |

|  | 3.07 % |

|  | 2.30 % |

|  | 5.51 % |

|  | 3.25 % |

|  | 7.53 % |

|  | 6.36 % |

|  | 2.00 % |

|  | 3.32 % |

|  | 0.21 % |

|  | 6.14 % |

|  | 100 % |

##### Distrito 1: Ciudad Juárez
|  | 14.94 % |

|  | 42.04 % |

|  | 4.35 % |

|  | 2.09 % |

|  | 3.87 % |

|  | 8.30 % |

|  | 9.76 % |

|  | 3.07 % |

|  | 5.18 % |

|  | 0.11 % |

|  | 93.71 % |

|  | 6.29 % |

|  | 23.11 % |

|  | 76.89 % |

##### Distrito 2: Ciudad Juárez
|  | 13.88 % |

|  | 45.17 % |

|  | 6.52 % |

|  | 1.89 % |

|  | 2.36 % |

|  | 7.25 % |

|  | 8.24 % |

|  | 2.10 % |

|  | 4.34 % |

|  | 0.13 % |

|  | 91.88 % |

|  | 8.12 % |

|  | 27.05 % |

|  | 72.95 % |

##### Distrito 3: Ciudad Juárez
|  | 29.46 % |

|  | 29.52 % |

|  | 2.08 % |

|  | 1.74 % |

|  | 3.95 % |

|  | 6.92 % |

|  | 10.07 % |

|  | 2.80 % |

|  | 4.40 % |

|  | 2.30 % |

|  | 0.27 % |

|  | 93.53 % |

|  | 6.47 % |

|  | 31.23 % |

|  | 68.77 % |

##### Distrito 4: Ciudad Juárez
|  | 17.17 % |

|  | 38.26 % |

|  | 2.85 % |

|  | 4.63 % |

|  | 6.06 % |

|  | 8.42 % |

|  | 8.31 % |

|  | 3.03 % |

|  | 3.96 % |

|  | 0.13 % |

|  | 92.83 % |

|  | 7.17 % |

|  | 27.88 % |

|  | 72.12 % |

##### Distrito 5: Delicias
|  | 30.30 % |

|  | 41.90 % |

|  | 3.11 % |

|  | 2.15 % |

|  | 1.30 % |

|  | 7.76 % |

|  | 4.54 % |

|  | 0.85 % |

|  | 1.64 % |

|  | 0.07 % |

|  | 96.09 % |

|  | 3.91 % |

|  | 40.30 % |

|  | 59.70 % |

##### Distrito 6: Chihuahua
|  | 37.04 % |

|  | 29.80 % |

|  | 1.50 % |

|  | 2.03 % |

|  | 5.30 % |

|  | 5.72 % |

|  | 6.02 % |

|  | 2.46 % |

|  | 3.58 % |

|  | 0.25 % |

|  | 93.71 % |

|  | 6.29 % |

|  | 42.80 % |

|  | 57.20 % |

##### Distrito 7: Cuauhtémoc
|  | 24.17 % |

|  | 47.69 % |

|  | 4.73 % |

|  | 2.59 % |

|  | 1.13 % |

|  | 6.02 % |

|  | 4.40 % |

|  | 0.94 % |

|  | 2.93 % |

|  | 0.24 % |

|  | 94.73 % |

|  | 5.27 % |

|  | 31.76 % |

|  | 68.24 % |

##### Distrito 8: Chihuahua
|  | 24.81 % |

|  | 35.38 % |

|  | 2.55 % |

|  | 2.94 % |

|  | 4.94 % |

|  | 8.32 % |

|  | 7.09 % |

|  | 2.83 % |

|  | 4.26 % |

|  | 0.24 % |

|  | 93.37 % |

|  | 6.63 % |

|  | 31.55 % |

|  | 68.45 % |

##### Distrito 9: Hidalgo del Parral
|  | 21.07 % |

|  | 55.06 % |

|  | 1.87 % |

|  | 1.38 % |

|  | 1.21 % |

|  | 9.44 % |

|  | 2.23 % |

|  | 0.78 % |

|  | 1.15 % |

|  | 0.06 % |

|  | 94.23 % |

|  | 5.77 % |

|  | 36.50 % |

|  | 63.50 % |